# Ortwin Runde
Ortwin Runde, né le 12 février 1944 à Elbing, est un homme politique allemand membre du Parti social-démocrate d'Allemagne (SPD).
Il est élu député régional au Bürgerschaft de Hambourg en 1974, puis est désigné neuf ans plus tard président du SPD de Hambourg, un poste auquel il renonce en 1988 pour devenir sénateur pour les Affaires sociales dans la coalition sociale-libérale d'Henning Voscherau. Reconduit en 1991, il est nommé sénateur pour les Finances deux ans plus tard. En 1997, il est choisi pour succéder à Voscherau comme premier bourgmestre et prend alors la tête d'une coalition rouge-verte, la première mise en place à Hambourg. Il est contraint de renoncer quatre ans plus tard, à la suite de la victoire de la droite aux élections régionales, mais est élu député fédéral au Bundestag en 2002. Il s'est retiré de la vie politique en 2009.

## Biographie
Après avoir passé son Abitur en 1964, il entreprend des études supérieures de sociologie et de sciences économiques à Münster. Il les poursuit à Londres et Hambourg, où il obtient en 1969 un diplôme de sociologie.
En 1970, il intègre la fonction publique de Hambourg. Il est nommé, huit ans plus tard, directeur du bureau du logement, puis prend la tête du bureau des affaires sociales et de la réhabilitation en 1981.

## Parcours politique

### Au sein du SPD
Adhérent du Parti social-démocrate d'Allemagne (SPD) depuis 1968, il a siégé au comité directeur des Jusos de Hambourg de 1969 à 1971, et en était le représentant au comité directeur régional du SPD.
Il fait son retour au comité directeur en 1976, puis est désigné vice-président régional du parti deux ans plus tard. En 1983, Ortwin Runde est élu président du SPD de Hambourg et occupe ce poste pendant cinq ans. À l'issue de son mandat, il quitte également le comité directeur régional.

### Au sein des institutions de Hambourg
Il est élu membre du Bürgerschaft de Hambourg en 1974, et le quitte quatorze ans plus tard afin de devenir sénateur au Travail, aux Affaires sociales et au Bien-être le 8 juin 1988. En 1991, son titre change en « sénateur au Travail, à la Santé et aux Affaires sociales ». Il quitte ce poste le 15 novembre 1993 pour prendre celui de sénateur aux Finances.
Le 12 novembre 1997 Ortwin Runde est élu premier bourgmestre de Hambourg par le Bürgerschaft à la tête d'une coalition rouge-verte après le renoncement d'Henning Voscherau. Candidat à sa succession lors des élections locales du 23 septembre 2001, il maintient le SPD à 36 %, mais perd tout de même 8 sièges sur les 54 qu'il détenait. À cela s'ajoute la contre-performance des Verts, qui reculent de 5 points et 10 sièges sur 21, le retour des libéraux (FDP) et la percée fulgurante du Parti de l'Offensive de l'État de droit (PRO, droite populiste). Une coalition de droite, sous la direction du chrétien-démocrate Ole von Beust, se met alors en place et Runde est contraint d'abandonner son poste le 31 octobre.

### Au niveau fédéral
Dès l'année suivante, il se présente aux législatives fédérales et est élu député de Hambourg au Bundestag avec 53 % des voix dans la circonscription de Hamburg-Wandsbek. Au sein du groupe SPD, il appartient au comité directeur et est porte-parole du groupe des députés de Hambourg de 2002 à 2005. Réélu cette même année avec 49,6 % des voix, il est désigné en 2006 porte-parole adjoint du groupe de travail sur la politique municipale.
Il ne se représente pas aux élections de 2009 et quitte alors la vie politique.